# Рига од Фере
Рига од Фере (право име Ригас Велестинлис, Андониос Кириазиа, грч. Ρήγας Βελεστινλής-Φεραίος; 1757 — 24. јун 1798) био је грчки револуционар, цинцарског (влашког) порекла, песник, национални јунак, претходник и прва жртва устанка против Османског царства. Задављен је у кули Небојша у Београду.

## Детињство и младост
Рођен је у богатој породици цинцарског (влашког) порекла у Велестину у Тесалији, близу античке Фере. Након школовања постао је учитељ у насељу Кисос. Када је имао двадесет година убио је једног виђенијег Турчина, па је побегао на Олимп, где се придружује скупини војника под вођством Спире Зере.
Касније се придружује монасима на Атосу. Примио га је Косма старешина манастира Ватопеда. Затим је отишао у Константинопољ, где је био секретар фанариота Александра Ипсилантија. У Букурешту се вратио у школу, научио је неколико језика и постао је службеник влашког кнеза Николаса Маврогенаса. Када је избио Руско-турски рат 1787–1792. био је задужен за инспекцију војске у Крајови. Ту је постао близак пријатељ отоманског официра Османа Пазваноглуа. Упознао се и са побуњеничким пашом од Видина, кога је спасао од Маврогенасове освете. Чуо је у то доба за Француску револуцију, па је поверовао да је нешто слично могуће и на Балкану. Веровао је у самоопредељење православног становништва унутар Османског царства. Рига од Фере се састајао са грчким епископима и побуњеничким вођама тражећи подршку за устанак.
После Маврогенесове смрти Рига од Фере се вратио у Букурешт где једно време ради као преводилац при француском конзулату. У то време написао је чувену грчку верзију Марсељезе, химне француских револуционара. Та верзија је позната преко Бајроновог цитата „синови Грка, устаните“.

## У Бечу
Око 1793. Рига од Фере је отишао у Беч. Циљ му је био да тражи од Наполеона помоћ и подршку. У Бечу је живело доста Грка, па је ту уређивао грчке новине Ефемерис. Направио је и штампао је мапу Велике Грчке, која би обухватала и Константинопољ. Постоји мишљење да у Бечу 1796. године основао тајно револуционарно друштво хетерију. Штампао је памфлете узимајући у обзир идеје Француске Револуције. Били су то његова Декларација о правима човека и грађанина и његово најважније дело Ново политичко устројство становника Румелије, Мале Азије, Архипелага, Молдавије и Влашке . Овај спис заправо је био нацрт уређења нове државе којом је он желео да замени Османско царство и писан је под утицајем француских револуционарних устава из 1793. и 1795. године. У суштини, предвиђао је неку врсту обновљеног Византијског царства у којем би монархистичке установе биле замењене републиканским по француском узору. Иако је Рига проповедао једнакост, без обзира на верске и језичке разлике, свих народа Царства, Грци би уживали повлашћен положај у новој држави. 
Памфлете је намеравао да дели да би потакао општебалкански устанак против Османског царства. Штампао је и многе грчке преводе страних дела. Своје песме је сакупио у једном рукопису, а штампане су после његове смрти 1814.

## Смрт
Рига је имао преписку са француским царем Наполеоном I коме је послао табакеру направљену од ловоровог корена из Аполоновог храма. Настојао је да се састане са њим у Венецији. Док је путовао према Венецији издао га је један грчки трговац. У Трсту су га ухапсиле аустријске власти, које су у то време биле савезник Османског царства. Аустрија га је предала турском управнику Београда. Одмах по хапшењу покушао је да се убије. У Београду су га заточили и мучили.
Турске власти намеравале су да га из Београда пошаљу султану у Истанбул да му одреди казну. Међутим, бојећи се да ће Ригин пријатељ Осман Пазваноглу покушати да ослободи Ригу задавили су њега и пет његових сарадника у кули Небојша у Београду. Тела су им бацили у Дунав.
Ригине последње речи биле су:
| „ | Ја сам посејао богато семе. Долази час када ће моја земља брати славно воће. | ” |

## Идеје и заслуге
Рига од Фере је писао модерним грчким и својим песмама је изазвао револуционарни жар у Грчкој.
Писао је о окрутном турском систему данка у крви, о систематском тлачењу, о забрани учења грчке историје и језика, о конфискацији цркви и претварању у џамије. Рига је написао много књига и песама о грчкој историји и постале су јако популарне. Једна од најчувенијих је Турио у којој је написао:
| „ | Боље је живети један сат као слободан, него четрдесет година бити роб. | ” |

Подстицао је Грке да напусте градове и да крену у планине, где има слободе. Статуа Риге од Фере налази се на улазу Универзитета у Атини. Постоји и његова статуа у Београду у Улици Риге од Фере.

### Улица Риге од Фере
У Атини, у центру града, је вођа Првог српског устанка Карађорђе добио улицу. Београд је одмах после тога именовао улицу у центру Београда Риге од Фере. До Првог светског рата, тј. 1914. године то је била једина страна личност којој је додељена улица у Београду. Овде постоји Споменик Риги од Фере у Београду.